# مردانگی

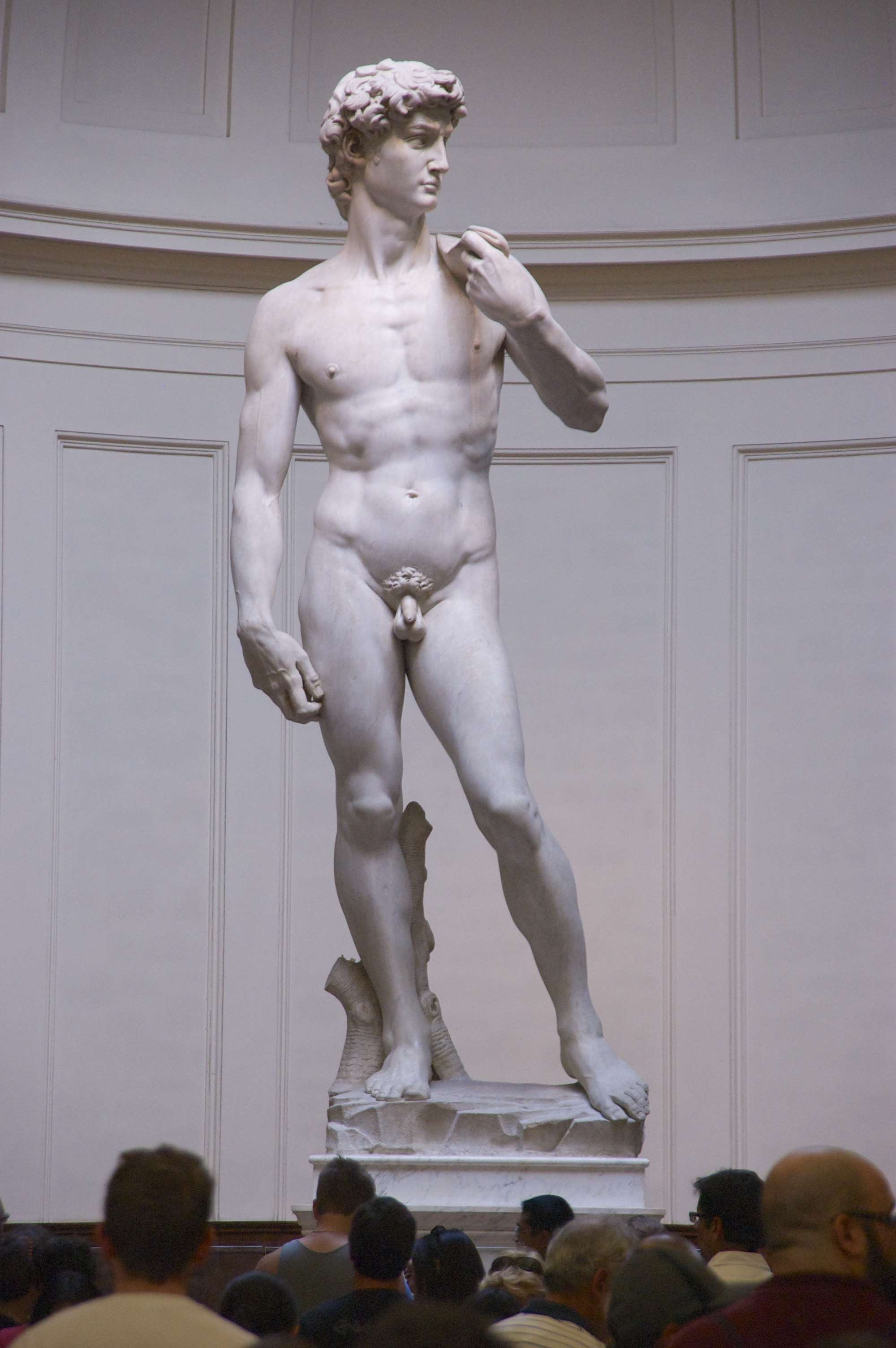
ندیس دیوید اثر میکل آنژ (نمای جلو)

مردانگی یا مرد بودن (به انگلیسی :Virility) به مجموعه‌ای از ویژگی‌ها، رفتارها و نقش‌هایی گفته می‌شود که عموماً مرتبط با پسران و مردان است. مفهوم مردانگی از هر دو گروه عوامل تعریف شده توسط جامعه و عوامل زیست شناختی، ساخته شده است. به این ترتیب مردانگی از تشریح آناتومی جنس مرد متمایز می‌شود و هردو جنس زن و مرد می‌توانند رفتارها و صفات مردانه را از خود بروز دهند. افرادی که هر دو گروه صفات مردانه و زنانه را نشان می‌دهند، آندروژن نامیده می‌شوند. 
صفاتی که به طور سنتی مردانه خوانده می‌شوند شامل شجاعت، استقلال و همچنین ابراز وجود است، اگر چه صفات منتسب به مردانگی به مکان و گفتمان بستگی دارند و تحت تاثیر عوامل مختلف اجتماعی و فرهنگی با هم فرق می‌کنند. در بعضی از فرهنگ‌های غیرانگلیسی‌زبان، مفاهیم یا اشیای بی‌جان نیز مردانه یا زنانه در نظر گرفته می‌شوند.
بتازگی مردانگی سمی هم مفهوم پردازی شده است مردانگی سمی به مجموعه خاصی از صفات و رفتارها گفته می شود که ازنظر فرهنگی مناسب تلقی می شود. در بسیاری از موقعیت ها، بیان معتدل این صفات، همراه با دیگر آرمان های مردانه، کاملا سالم و سودمند است اما در مردانگی سمی شاهد بروز افراطی آن هستیم.
مردانگی سمی در مباحث آکادمیک و رسانه ای به انتظارات فرهنگی و معیارهای رفتاری کلیشه ای در مورد مردان اشاره دارد در این مفهوم کمتر به آسیب پذیری مردان، احساسات فروخورده و ابراز خشم علیه آنان توجه شده است